# Riccardo Bianchini
Riccardo Bianchini (Milano, 1946 – Roma, 2003) è stato un compositore italiano.
Allievo di Angelo Paccagnini, fu uno dei pionieri della musica elettronica in Italia poiché fin dal 1973 cominciò al CNUCE le prime sperimentazioni di computer music.
Docente al Conservatorio di Roma dal 1987 al 2003, fondò nel 1977 l'Ensemble Edgard Varèse e nel 1992 la Farfenensemble.
La sua opera più conosciuta per flauto e nastro è La principessa senza tempo (1985).